# Daniel Fehr (Schriftsteller)
Daniel Fehr (* 23. April 1980 in Winterthur) ist ein Schweizer Schriftsteller, Kinderbuchautor und Spieleautor. Er veröffentlicht vorwiegend Bücher für Kinder und Gesellschaftsspiele für Familien.

## Leben und Karriere
Daniel Fehr wuchs in Winterthur auf und absolvierte nach der obligatorischen Schule eine kaufmännische Lehre bei der Zürcher Kantonalbank. Danach machte er den gestalterischen Vorkurs an der Hochschule für Gestaltung und Kunst Zürich und studierte anschliessend Fotografie an der Hochschule für Gestaltung und Kunst Zürich und an der School of Visual Arts in New York. Nach dem abgeschlossenen Fotografie-Studium lebte er vier Jahre in den USA, wo er an der Princeton University einen Master of Arts (MA) in German Studies erwarb. In Princeton sowie am Institut für Literatur- und Kulturwissenschaft an der Eidgenössischen Technischen Hochschule Zürich (2012) und am Zentrum für Literatur- und Kulturforschung Berlin, ZfL Berlin (2012/13) arbeitete er an seiner Doktorarbeit zu Konversionserzählungen, die er jedoch nicht zum Abschluss brachte. 2016 erschien sein mit Ein Loch gegen den Regen? beim Schweizer Atlantis Verlag (damals Orell Füssli, heute Kampa Verlag) sein erstes Bilderbuch. Seither schreibt er regelmässig Bücher für Kinder (insbesondere Bilderbücher) und entwickelt Gesellschaftsspiele. Daniel Fehr schreibt auch illustrierte Bücher für Erwachsene, Hörspiele für Kinder und Skripts für Animationsfilme.
Er wohnt in Winterthur und setzt sich auch für die Lese- und Nachwuchsförderung ein. Für das Schweizerischen Institut für Kinder und Jugendmedien SIKJM hat Daniel Fehr die Leseförderungskampagne Schweizer Vorlesetag aufgebaut. Beim Bolo Klub, einem Förderprojekt für eine neue Generation von Bilderbuchmachenden, engagierte er sich im Jahrgang 2020/21 als Mentor.
Daniel Fehr ist Mitglied beim Verband Autorinnen und Autoren der Schweiz. Er zählt zu den profiliertesten Kinderbuchautoren der Schweiz. Er schreibt auf Deutsch und Englisch. Seine Bücher und Spiele wurden in rund zwanzig Sprachen veröffentlicht.

## Werke

### Bilderbücher
- Ein Loch gegen den Regen? Illustriert von Francesca Sanna. Atlantis Verlag, Zürich 2016. ISBN 978-3-7152-0719-3.
- Mr Left and Mr Right. Illustriert von Celeste Aires. Templar Publishing, London 2017. ISBN 978-1-78370-667-9.
- A Bola Amarela. Illustriert von Bernardo P.  Carvalho. Planeta Tangerina, Carcavelos 2017. ISBN 978-989-8145-78-9.
- Hannas Hosentasche. Illustriert von Jamie Oliver Aspinall. Helvetiq, Basel 2018. ISBN 978-2-940481-37-8.
- A Big Help. Illustriert von Benjamin Leroy. NubeOcho, Madrid 2018. ISBN 978-84-17123-21-5.
- Come si legge un libro? Illustriert von Maurizio A. C. Quarello. Orecchio acerbo editore, Rom 2018. ISBN 978-88-99064-76-1.
- It Wasn’t Me. Illustriert von Pauline Reeves. NubeOcho, Madrid 2019. ISBN 978-84-17123-94-9.
- Come si esce da questo libro? E soprattutto quando? Illustriert von Maurizio A. C. Quarello. Orecchio acerbo editore; Rom 2019. ISBN 978-88-32070-19-4.
- Hugo der Fisch. Illustriert von Lihie Jacob. Beltz & Gelberg, Weinheim 2019. ISBN 978-3-407-81217-9.
- Aspettando Walt. Illustriert von Maja Celija. Orecchio acerbo editore, Rom 2020. ISBN 978-88-32070-26-2.
- Früh los. Illustriert von Lotte Bräuning. Thienemann-Esslinger Verlag, Stuttgart 2021. ISBN 978-3-522-45927-3.
- Kuckuck, ich bin wieder da! Illustriert von Luigi Olivadoti. Atlantis Verlag, Zürich 2021. ISBN 978-3-7152-0778-0.
- Schwein zieht ein. Illustriert von Lihie Jacob. Beltz & Gelberg, Weinheim 2021. ISBN 978-3-407-75813-2.
- Oggi. Illustriert von Simone Rea. Orecchio acerbo editore, Rom 2021. ISBN 978-88-32070-59-0.
- Alba. Illustriert von Elena Rotondo. Orecchio acerbo editore, Rom 2021. ISBN 978-88-32070-65-1.
- Ella im Garten von Giverny. Ein Bilderbuch über Claude Monet. Illustriert von Monika Vaicenavičienė. Prestel, München 2022. ISBN 978-3-7913-7475-8.
- Wird schon schiefgehen, Ente! Illustriert von Raphaël Kolly. Thienemann-Esslinger Verlag, Stuttgart 2022. ISBN 978-3-522-45964-8
- There is a Cow in my Bed. Illustriert von Jorge Martín. NubeOcho, Madrid 2023. ISBN 978-84-18599-69-9
- Das Dorf der Fische. Illustriert von Pei-Yu Chang. Kunstanstifter, Mannheim 2023. ISBN 978-3-948743-12-3
- Wir bauen einen Damm! Illustriert von Mariachiara DiGiorgio. NordSüd Verlag, Zürich 2023. ISBN 978-3-314-10628-6
- So kam das mit dem Drachen. Illustriert von Sébastien Mourrain. Thienemann-Esslinger Verlag, Stuttgart 2023. ISBN 978-3-522-45973-0
- Wurz und Zirp und der Stein des Schellenbergs. llustriert von Luigi Olivadoti. Van Eck Verlag, Triesen 2023. ISBN 978-3-905881-71-4

### Pappbücher (Auswahl)
- Herr Max und die schlaue Maus. Illustriert von Isabel Große Holtforth. Loewe, Bindlach 2022. ISBN 978-3-7432-1029-5.
- Tierisch voll! Illustriert von Larisa Lauber. Loewe, Bindlach 2021. ISBN 978-3-7432-0720-2.
- Komm, wir füttern Tiere!  Illustriert von Bernd Lehmann. Verlag Friedrich Oetinger, Hamburg 2020. ISBN 978-3-7891-1058-0.
- Dieses Buch ist leer. Mit Figuren von Lindsey Thomas. Penguin Junior, München 2022. ISBN 978-3-328-30130-1

### Erstlesebücher
- Löwe gesucht. Illustriert von Pia Valär. SJW – Schweizerisches Jugendschriftenwerk, Zürich 2021. ISBN 978-3-7269-0232-2.

### Illustrierte Bücher und Comics
- Die Kartenmacherin. Illustriert von Daniel Bosshart. Edition Hibana, Oberelchingen 2022.
- Kaktus. Eine Wildwestgeschichte. Illustriert von Felix Schaad. verlag die brotsuppe, Biel 2021.

### Kindersachbuch
- Ich und der Zauberwürfel. Illustriert von Golden Cosmos. NordSüd, Zürich 2024. ISBN 978-3-314-10696-5.

### Gesellschaftsspiele (Auswahl)
- Schwinget. Carlit, 2022
- Schweizer Reise. Carlit, 2020.
- Uhu! Hai! carta.media Spieleverlag, 2019.
- Woodlands. Das fabelhafte Legespiel. Ravensburger, 2018.
- Narabi. Lifestyle Boardgames, 2018.
- Wimmelspiel. Noris, 2018.
- Gämsh Alpin. Zoch, 2018.

## Auszeichnungen
- 2017: Bilderbuch des Monats, Auszeichnung der Deutschen Akademie für Kinder- und Jugendliteratur für Ein Loch gegen den Regen?
- 2018: Taiwan Openbook Award for Children and Young Adult Books für Mr Left and Mr Right
- 2018: Preis     der Wiener Spiele Akademie (Spiele-Hit für Familien) für Woodlands. Das fabelhafte Legespiel
- 2018: Auswahl White Ravens: A Bola Amarela
- 2018: Auswahl White Ravens: Come si legge un libro?
- 2018: Empfehlungsliste Spiel des Jahres: Woodlands. Das fabelhafte Legespiel
- 2018: Foreword INDIES Book of the Year Awards Finalist in der Kategorie Picture Books, Early Reader (Children’s): A Big Help
- 2018: British Book Design & Production Awards Finalist für Mr Left and Mr Right
- 2019: Premio Soligatto für Come si legge un libro?
- 2020: Auswahl «100 outstanding picture books» (dPictus): Aspettando Walt
- 2023: White Raven Award für Dieses Buch ist leer
- 2023: Huckepack-Preis 2023 für Wird schon schief gehen, Ente!
- 2023: dPictus 100 outstanding picturebooks für Wir bauen einen Damm!
- 2023: Empfehlungsliste des Evangelischen Buchpreises (Kinder- und Jugendbuch): Wird schon schief gehen, Ente!